# Бельский, Пётр Иванович
Пётр Иванович Бельский (13 (25) февраля 1899 — 6 августа 1977) — советский политработник военно-морского флота, контр-адмирал (03 ноября 1951).

Могила Бельского на Серафимовском кладбище Санкт-Петербурга.

## Биография
Родился 25 февраля 1899 г. в с. Вознесенский Завод Вознесенской волости Темниковского уезда Тамбовской губернии Российской империи.
С 31 июля 1918 г. в РККА красноармеец 9-го запасного батальона г. Москва, который в сентябре 1919 г. был включён в 173-й стрелковый полк 9-й стрелковой дивизии, с декабря 1919 г. входившей в состав 13-й красной армии Южного фронта. С апреля по сентябрь 1920 г. обучался на курсах инструкторов организаторов политуправления РККА, после окончания которых инструктор просветительского отдела политуправления РККА. С февраля 1921 г. инструктор военной секции Главполитпросвета г. Москва. С февраля 1922 г. в ВМФ краснофлотец 1-го Балтийского флотского экипажа. С июня 1922 г. ученик смены рулевых-сигнальщиков школы подводного плавания. С февраля 1923 г. инструктор школьно-курсовой и библиотечной работы политуправления Морских сил Балтийского моря. С мая 1923 г. начальник отделения школьно-курсовой и библиотечной работы. С октября 1923 г. помполит учебного отряда Морских сил Балтийского Моря. С мая 1924 г. начальник библиотечной части. С ноября 1924 г. старший инструктор по внешкольной пропаганде политуправления Морских сил Балтийского моря. С апреля 1925 г. начальник агитационной части политотдела Ленинградской военно-морской базы. С октября 1925 г. исполняющий обязанности начальника политотдела Ленинградской ВМБ. С октября 1926 г. помощник военкома линкора «Октябрьская революция». С октября 1927. военком линкора «Октябрьская революция». С ноября 1928 г. начальник Кронштадтского дома флота. С января 1930 г. преподаватель политработы Специальных курсов усовершенствования командного состава в Ленинграде. С февраля 1933 г. военком сектора, а с октября 1936 г. военком курса, марта 1938 г. военком Военно-морского училища им. М. В. Фрунзе. С июня 1939 г. исполняющий должность начальника политуправления Краснознамённого Балтийского флота, с июля 1939 г. начальник политуправления КБФ. Участвовал в советско-финляндской войне. С октября 1940 г. инспектор 1-го отдела Главного политического управления ВМФ СССР. С октября 1940 г. по июнь 1941 г. учился на КУВ и СПС ВМФ в п. Стрельна Ленинградской области, после окончания которых направлен инспектором ГПУ ВМФ СССР.
Великая Отечественная война
С июля 1941 г. военком Военно-морского авиационного училища им. Молотова (г. Пермь). С августа 1941 г. начальник 1-го отдела ГПУ ВМФ, участвовал в обороне и эвакуации Одессы. С 15 февраля 1942 г. начальник политического отдела Волжской военной флотилии. С сентября 1942 г. в распоряжении политуправления Черноморского флота. В связи с введением в октябре 1942 г. в Вооружённых силах СССР единоначалия и отмены института военных комиссаров в конце 1942 года переаттестован в капитана 1 ранга. С октября 1942 г. замполит артиллерийского факультета Военно-морской академии им. К. Е. Ворошилова. С октября 1943 г. замполит и начальник политотдела ВСККС ВМФ. С мая 1944 г. замполит и начальник политотдела ВВМОЛКУ им. М. В. Фрунзе.
С 30 ноября 1956 г. в отставке. Умер 6 августа 1977 в Ленинграде, похоронен на Серафимовском кладбище.

## Воинские звания
Полковой комиссар
Бригадный комиссар — 19.06.1939
Дивизионный комиссар — 15.02.1940
Капитан 1 ранга — 1942
Контр-адмирал — 03.11.1951

## Награды
Ордена Ленина (1945), Орден Красного Знамени (1944, 1950), Орден Отечественной войны 1-й степени (1946), Орден Красной Звезды (1939, 1940), Медаль «XX лет РККА», Медаль «За оборону Сталинграда», Медаль «За победу над Германией в Великой Отечественной войне 1941—1945 гг.»

## Семья
Сын Бельский Владимир Петрович 1930 года рождения — офицер ВМФ.